# 假洋鬼子
假洋鬼子，首出作家鲁迅的自叙传小说《头发的故事》，但是因另一部知名小說《阿Q正传》，裡面的主人公阿Q对留过洋学的权贵子弟“钱大公子”的鄙视性称呼而發揚光大。根據中華民國教育部的解釋，“假洋鬼子”一词常常被人们用来指射那些對中華文化失去信心，對西洋文化也一知半解，卻崇洋媚外，挾洋以自重的人。但不同身分的人，對假洋鬼子有著不同含意。

## 人物原型及背景
根据作家史建国发表的《鲁迅与“假洋鬼子”》一文介绍，人物“假洋鬼子”的原型就是鲁迅自身在辛亥革命的变革年代的新旧文化相互冲击所遭受到的自我感受的真实写照。鲁迅在1902年留学日本不久，便如当年不少新式青年一样，剪掉了辫子，并照相留念、明志。然后等到后来他回国探亲，年轻的鲁迅很快就亲身感受到了，当年依旧处于旧文化氛围下的中国社会中广大民众对他们这样的留洋青年的异装的嘲笑和讥讽，被人追骂“假洋鬼子”的个人经历给他带来了深刻的心理伤害。导致鲁迅对剪鞭子一事，时而自怜，时而又豁然自嘲。这2种矛盾的心态就分别在其《头发的故事》和《阿Q正传》中的不同角色身上反映了出来。